# Hikona formosana
Hikona formosana är en insektsart som beskrevs av Matsumura 1935. Hikona formosana ingår i släktet Hikona och familjen sporrstritar. Inga underarter finns listade i Catalogue of Life.